# Flash (chanson)
Pour les articles homonymes, voir Flash.
Cet article concerne la chanson de Queen. Pour la chanson de Stéphanie de Monaco, voir Flash (chanson de Stéphanie de Monaco).
Singles de Queen
Need Your Loving Tonight
(1980) Under Pressure
(1981)
Flash est une chanson du groupe britannique Queen, sortie en single en 1980. Écrite par le guitariste Brian May, la chanson est le thème du film Flash Gordon sorti la même année. En France, le single s'est vendu à plus de 150 000 exemplaires.

## Autour de la chanson
Il existe deux versions de la chanson. La version album, issue de Flash Gordon, est celle qui ouvre le film et comprend tous les dialogues de la première scène. La version single, pour sa part, comprend divers extraits de dialogues du film disséminés çà et là durant la chanson, et est également disponible sur la compilation Greatest Hits sortie en 1981.
Flash est principalement un duo dans lequel se répondent Freddie Mercury et Brian May, Roger Taylor participant quant à lui aux harmonies. Brian May joue tous les instruments du morceau sauf ceux de la section rythmique, basse et batterie, respectivement tenues par John Deacon et Roger Taylor.

## Clip
Le clip de la chanson a été réalisé par Mike Hodges qui est également le réalisateur du film. Il a été tourné en novembre 1980 dans les studios Anvil de Londres. On y voit le groupe interpréter la chanson devant un grand écran diffusant des extraits du film.

## Classements et certifications
| Pays        | Meilleure position |
| ----------- | ------------------ |
| Autriche    | 1                  |
| Allemagne   | 3                  |
| Royaume-Uni | 10                 |
| Irlande     | 10                 |
| France      | 11                 |
| Australie   | 13                 |
| Suède       | 17                 |
| Pays-Bas    | 18                 |
| Canada      | 19                 |
| États-Unis  | 42                 |
| Japon       | 73                 |

| Pays              | Ventes    | Certifications |
| ----------------- | --------- | -------------- |
| Royaume-Uni (BPI) | 250 000 + | Argent         |

## Postérité

### Reprises, remixes et sampling
Le DJ britannique Vanguard a remixé le thème de la chanson et le single, sorti le 17 mars 2003 pour coïncider avec la sortie en DVD du film, a atteint la quinzième place du UK Singles Chart.
En 1988, le groupe de rap américain Public Enemy utilise un sample de Flash pour leur titre Terminator X to the Edge of Panic, présent sur l'album It Takes a Nation of Millions to Hold Us Back
Le groupe de rock de Chicago Tub Ring en a souvent fait des reprises en concerts, tout comme My Chemical Romance lors des concerts Projekt Revolution.
En 2002, The Locust publie une reprise de Flash.
Le groupe américain Louis XIV enregistre une reprise sur son EP The Distances from Everyone to You sorti en 2007.
Tenacious D début son concert par Flash sur le DVD The Complete Master Works (2003).
En 2010, The Protomen interprète la chanson durant un concert-hommage à Queen, plus tard édité en album : Present: A Night of Queen.
Le groupe de rap sud-africain MaxNormal.TV utilise Flash pour son titre Rap Fantasy (2008) en remplaçant le mot « Flash » par « Max Normal ».
En 2013, un Mashup a été réalisé avec la vidéo Badger Badger Badger.

### Réutilisations dans la culture populaire
La chanson est entendue dans le film Les Rois du patin (2007) lors de la scène de patinage finale. Elle est également présente dans le film Ted (2012), lorsque John rencontre Sam J. Jones, l'acteur jouant Flash Gordon. On peut également l'entendre dans l'épisode Not All Dogs Go to Heaven (2009) de la série d'animation Les Griffin.
La chanson apparaît également dans l'épisode 1 de la saison 6 de Flash (2019)
La chanson était souvent jouée dans l'enceinte du Heat de Miami, lorsque le joueur Dwyane Wade, surnommé Flash, faisait un grand match. Lors des matchs à domicile des Phillies de Philadelphie, la chanson est jouée lorsque Tom Gordon entre en jeu.
La chanson a été parodiée dans une publicité pour le jeu Clash Royale du développeur Supercell.

## Crédits
- Freddie Mercury : chant principal et chœurs
- Brian May : chant principal, guitare électrique, piano, synthétiseurs et chœurs
- Roger Taylor : percussions, timbales et chœurs
- John Deacon : guitare basse